# 간호윤리학
간호윤리학(看護倫理學, nursing ethics)은 윤리학의 한 갈래로, 간호학 및 간호, 돌봄 행위에서 필요한 윤리적 판단을 다루는 학문이다.

## 역사
19세기 말 나이팅게일의 등장과 함께 전문직으로서의 간호 개념이 정착되고, 동시에 전문직 윤리로서의 간호윤리가 정립된다. 1893년 리스트라 그레터가 작성한 나이팅게일 선서에는 간호원칙과 윤리강령이 포함되어 있다. 1896년 미국간호협회가 창설되고, 회장이던 이사벨 햄턴 롭에 의해 1901년 《Nursing Ethics: For Hospitals and Private Use》가 발행된다. 1926년 미국간호협회에 의해 간호사의 윤리지침이 제안되고, 이어서 1950년 간호윤리강령이 발표된다. 이는 세계 최초로 정립된 간호윤리강령에 해당한다. 1973년 국제간호협의회가 재정립한 간호사 윤리강령에서는 단순히 의료윤리의 원칙을 간호에 적용하는 흐름에서 벗어나기 위하여 간호사와 의사의 동반자적 관계를 강조하고, 간호대상에 대한 책임을 강조하였다. 1970년대 이후 의과대학의 교육과정에 생명윤리가 포함되면서 간호사들 역시 강의를 참관할 기회를 얻게 되었으나, 이때까지만 해도 간호윤리학은 의료윤리학의 하위 항목으로 생각되었고, 내용 역시 의사-환자 관계 등 의사 중심의 과정이었다. 이후 제이미튼이 제시한 도덕적 고뇌 개념을 필두로 간호윤리학만의 독자적 영역이 생겨나기 시작한다. 또한 단순히 이론윤리학의 논리를 현장의 간호행위에 적용시키는 기존 접근방식 대신 생명윤리학, 의료윤리학을 넘어선 간호윤리학만의 철학적 기초를 다지려는 시도도 이루어지고 있다.

## 같이 보기
- 돌봄
- 자율성
- 태움
- 의료윤리학
- 생명윤리학
- 덕 윤리
- 리스본 선언